# Saint-Servant
Saint-Servant è un comune francese di 811 abitanti situato nel dipartimento del Morbihan nella regione della Bretagna.

## Società

### Evoluzione demografica
Abitanti censiti